# Traulia gaoligongshanensis
Traulia gaoligongshanensis är en insektsart som beskrevs av Zheng, Z. och B. Mao 1996. Traulia gaoligongshanensis ingår i släktet Traulia och familjen gräshoppor. Inga underarter finns listade i Catalogue of Life.